# Christ'l Joris
Christine (Christ'l) Joris (Antwerpen, 17 juli 1954) is een Belgisch ondernemer en bestuurder.

## Levensloop
Christ'l Joris is de dochter van Norbert Joris, de stichter van ETAP. Ze studeerde aan de Katholieke Universiteit Leuven, alwaar ze een master in de psychologie en een doctoraat in de sociale en culturele antropologie behaalde. Sinds 1994 is de voorzitter van de raad van bestuur van het familiebedrijf.
Op 28 april 2004 werd ze aangesteld als voorzitter van Agoria Vlaanderen en in 2005 werd ze, op voordracht van toenmalig Vlaams minister van Economie en Buitenlandse Handel Fientje Moerman, aangesteld als eerste voorzitter van de raad van bestuur van Flanders Investment and Trade (FIT), het Vlaamse agentschap voor internationaal ondernemen. In deze hoedanigheid werd ze in 2015 opgevolgd door Bruno Segers.
In 2010 werd ze aangesteld als nationaal voorzitter van Agoria in opvolging van Paul Depuydt. Ze was daarmee de eerste vrouw die deze functie uitoefende bij deze sectoriale werkgeversorganisatie. In 2016 werd ze als voorzitter van Agoria opgevolgd door Marc De Groote. Daarnaast is ze actief bij de Koning Boudewijnstichting en in oktober 2006 werd ze voorzitter van het Rode Kruis-Vlaanderen. Ze werd in deze hoedanigheid opgevolgd op 20 januari 2017 door Philippe Lambrecht.
Sinds 2018 is ze commandeur in de Kroonorde.
Ze is gehuwd en moeder van drie kinderen.